# Munger
Munger là một thành phố và khu đô thị của quận Munger thuộc bang Bihar, Ấn Độ.

## Địa lý
Munger có vị trí 25°23′B 86°28′Đ / 25,38°B 86,47°Đ Nó có độ cao trung bình là 43 mét (141 feet).

## Nhân khẩu
Theo điều tra dân số năm 2001 của Ấn Độ, Munger có dân số 187.311 người. Phái nam chiếm 54% tổng số dân và phái nữ chiếm 46%. Munger có tỷ lệ 64% biết đọc biết viết, cao hơn tỷ lệ trung bình toàn quốc là 59,5%: tỷ lệ cho phái nam là 70%, và tỷ lệ cho phái nữ là 57%. Tại Munger, 15% dân số nhỏ hơn 6 tuổi.